# Gottfried August Homilius
Gottfried August Homilius (ur. 2 lutego 1714 w Rosenthal, zm. 2 czerwca 1785 w Dreźnie) – niemiecki kompozytor, kantor i organista.

## Życiorys
Syn pastora. Po śmierci ojca w 1722 roku został uczniem szkoły St. Anna w Dreźnie, gdzie prawdopodobnie jego nauczycielem był Johann Gottfried Stübner. W 1735 roku wyjechał do Lipska, gdzie rozpoczął studia prawnicze na tamtejszym uniwersytecie. Uczył się też muzyki u Johanna Sebastiana Bacha (kompozycja i klawesyn) i prawdopodobnie u organisty kościoła św. Mikołaja, Johanna Schneidera. Od 1742 roku był organistą w kościele Marii Panny w Dreźnie. Od 1755 roku był także kantorem w kościele Świętego Krzyża oraz nauczycielem muzyki, łaciny i greki w Kreuzschule.
Do jego uczniów należeli Johann Adam Hiller, Johann Gottlieb Naumann, Johann Friedrich Reichardt i Daniel Gottlob Türk.

## Twórczość
Był czołowym przedstawicielem protestanckiej muzyki religijnej w Niemczech 2. połowy XVIII wieku. Jego twórczość ma cechy typowe dla Empfindsamer Stil. Ceniony przez współczesnych jako wirtuoz organista i improwizator. W swojej twórczości organowej kontynuował dorobek Palestriny i J.S. Bacha, operując chorałowym cantus firmus i techniką polifoniczną. W wielkich dziełach wokalno-instrumentalnych Homiliusa widoczna jest typowa dla klasycyzmu tendencja do uproszczenia formy i harmonii, symetrii budowy oraz śpiewnej melodyki.
Skomponował m.in. 2 oratoria (na Boże Narodzenie i na Wielkanoc), 10 pasji, 60 motetów, 180 kantat, cztery opracowania Magnificatu, około 50 preludiów i fug.